# Viktor Solodov
Viktor Viktorovič Solodov (in russo Виктор Викторович Солодов?; Myski, 15 giugno 1962) è un sollevatore sovietico campione mondiale ed europeo, che gareggiò nella categoria dei pesi mediomassimi.

## Carriera
Iniziò la carriera da sollevatore sotto la guida di Viktor Reinbold e si fece notare a livello giovanile ai mondiali juniores di Lignano Sabbiadoro nel 1981, dove vinse una medaglia di bronzo, e a San Paolo del Brasile del 1982, dove conquistò la medaglia d'argento. Tra il 1983 e il 1986 fu una volta campione mondiale e due volte campione europeo, con due secondi posti in entrambe le manifestazioni. Non partecipò ad alcuna edizione dei giochi olimpici: nel 1984 a Los Angeles per il boicottaggio, nel 1988 a Seul per un infortunio. Fu per tre volte campione sovietico (1984-1986) e nel 1983 giunse al secondo posto.
Dopo il ritiro dall'attività agonistica rimase nell'ambito sportivo del sollevamento pesi come amministratore e arbitro internazionale.